# 1945 în teatru
- 1944 în teatru — 1945 în teatru — 1946 în teatru

Anul 1945 în teatru a implicat o serie de noi evenimente semnificative.

## Evenimente
În anul 1945 au avut loc mai multe evenimente importante în dramaturgie:

## Premiere
În anul 1945 au avut loc mai multe premiere ale unor piese de teatru: 

## În România
În România au fost puse în scenă mai multe spectacole:
Teatrul Național „Vasile Alecsandri” din Iași
- Gelozia, 10 ianuarie
- Micul lord, 20 februarie

Teatrul Național „Ion Luca Caragiale” din București
- ȘCOALA FEMEILOR , 3 ianuarie 1945
- Patima roșie, 6 ianuarie 1945
- FAMILIA BLISS, 10 ianuarie 1945
- PLATON KRECET, 12 ianuarie 1945
- GAIȚELE, 28 februarie
- ROMEO ȘI JULIETA ACTUL AL ȘASELEA de Dumitru D. Pătrășcanu; ÎNTRE FILOLOGI; CINE RĂSPUNDE, 2 martie
- ASTA-I CIUDAT, 12 martie
- CÂND A IUBIT LORELEY, 20 martie
- Norocul, 26 martie

Teatrul „Regina Maria” din Oradea
- Faunul, 25 ianuarie

Teatrul Național Marin Sorescu
- CLOPOȚELUL DE ALARMĂ, 1 februarie
- Evantaiul doamnei Windermere de Oscar Wilde, 3 aprilie

## Piese de teatru publicate
În anul 1945 au fost publicate pentru prima dată mai multe piese de teatru: